# Clinostigma samoense
Clinostigma samoense é uma espécie de planta com flor na família Arecaceae. É encontrada somente na Samoa. Está ameaçada por perda de habitat.